# Dům ve Sluneční ulici
Dům ve Sluneční ulici je československý animovaný televizní seriál z roku 1989 vysílaný v rámci Večerníčku. Poprvé byl uveden v červenci téhož roku. Bylo natočeno 7 epizod.
Seriál byl natočen podle stejnojmenné knižní předlohy spisovatele Zbyňka Malinského, kniha poprvé vyšla v roce 1978.

## Seznam dílů
1. Co se stalo na obraze
2. Záhadný případ
3. Jak vidličky a nože hrály fotbal
4. Jak utěrka chtěla letět na jih
5. Osamělý smeták
6. Popelnice
7. Klíč od sklepa